# Cantharellus eucalyptorum
Cantharellus eucalyptorum är en svampart som beskrevs av Ducousso, A.M. Ba & Thoen 2002. Cantharellus eucalyptorum ingår i släktet Cantharellus och familjen kantareller.   Inga underarter finns listade i Catalogue of Life.